# Granastyochus trifasciatus
Granastyochus trifasciatus är en skalbaggsart som beskrevs av Gilmour 1959. Granastyochus trifasciatus ingår i släktet Granastyochus och familjen långhorningar.
Artens utbredningsområde är Venezuela. Inga underarter finns listade i Catalogue of Life.